# Лесное (Аулиекольский район)
Лесное (каз. Лесной) — село в Аулиекольском районе Костанайской области Казахстана. Входит в состав Аманкарагайского сельского округа. Находится в Аманкарагайском сосновом бору примерно в 8 км к северо-востоку от районного центра, села Аулиеколь. Код КАТО — 393631300.

## Население
В 1999 году население села составляло 430 человек (220 мужчин и 210 женщин). По данным переписи 2009 года в селе проживало 338 человек (163 мужчины и 175 женщин).